# پاوول هوخشورنر
پاوول هوخشورنر 
(به اسلواکی: Pavol Hochschorner) متولد ۷ سپتامبر ۱۹۷۹ ورزشکار مرد رشتهٔ قایق‌رانی اهل کشور اسلواکی و برادر دوقلوی پتر هوخشورنر است. وی در بین سال‌های ‎۲۰۰۰ تا ۲۰۱۲ میلادی در مسابقات بازی‌های المپیک تابستانی در مجموع ۴ مدال، شامل ۳ مدال طلا و ۱ برنز را کسب کرد.